# Gregoria Matorras
Gregoria Matorras del Ser (Paredes de Nava, 12 de marzo de 1738 – Orense, 1 de junio de 1813) fue la madre de José de San Martín, militar rioplatense clave en la independencia de Argentina, Chile y Perú del Imperio Español.

## Biografía
Gregoria Matorras del Ser nació en Paredes de Nava el 12 de marzo de 1738. Sus padres fueron Domingo Matorras y María del Ser quienes tuvieron otros cinco hijos, siendo ella la menor. A los diez días de su nacimiento fue bautizada en la iglesia de Santa Eulalia, templo conocido por haberse bautizado allí personalidades del Renacimiento español como Pedro Berruguete y su hijo Alonso. Seis años después falleció su madre.
En 1767, a la edad de 28 años, zarpó en un barco rumbo a Buenos Aires en compañía de su primo, Gerónimo Matorras, un sobrino de este y otras personas quienes fueron autorizadas a viajar con el. Gerónimo Matorras debía hacerse cargo de la gobernación y capitanía general de Tucumán por un real decreto de 1767 que lo comprometía a colonizar las tierras del Chaco Gualamba y dominar a sus habitantes.
Una vez arribada a América, Gregoria Matorras comenzó a reunirse con paisanos iniciando una relación con Juan de San Martín. En 1770 este recibió la orden de salir de campaña por lo cual firmó un poder a los capitanes Juan Francisco de Somalo y Juan Vázquez para que celebren ante la iglesia católica el matrimonio de él con Gregoria Matorras,  por lo que el 10 de octubre de 1770 se casó por poderes. La ceremonia religiosa fue presidida por el obispo Manuel de la Torre, amigo personal de San Martín. El matrimonio tuvo cinco hijos: María Elena, Manuel Tadeo, Juan Fermín, Justo Rufìno y el futuro general José Francisco.
El 12 de octubre San Martín pudo regresar y encontrarse nuevamente con su esposa, y establecieron su domicilio en Calera de las Vacas donde nacieron sus hijos María Elena, Manuel Tadeo y Juan Fermín Rafael.
Posteriormente San Martín fue destinado a Yapeyú, en ese destino nacieron los dos últimos hijos del matrimonio, Justo Rufino y José, pero debido a la intranquilidad reinante en la región se decidió el traslado a Buenos Aires de la madre con los cinco niños. La misión en Yapeyú duró hasta fines de 1780, y San Martín retornó con su familia en 1781 pero al regresar a su hogar se enfermó y el 23 de febrero de ese año debió firmar un testamento en favor de su esposa y en el mismo documento dejó como herederos a antiguos amigos suyos. Pero logró recuperarse de sus dolencias entonces con sus ahorros compró dos propiedades que las denominó la casa chica y la casa grande. Se establecieron en Buenos Aires hasta 1784, querían regresar a España y el deseo fue concedido por un real decreto del 25 de mayo de 1783.

### Regreso a España
Entonces comenzaron a preparar su embarque en la fragata Santa Balbina, por entonces era un largo viaje. La fragata originalmente era inglesa pero fue capturada por los españoles el 9 de agosto de 1780 e incorporada a sus fuerzas destinandola al apostadero naval de Montevideo un año después en donde le fueron asignadas varias misiones como la defensa de las aguas contra la pesca clandestina, y en noviembre de 1783 recibió la orden de llevar a España a diferentes oficiales del ejército, eran excedentes en las tropas del Virreinato. El embarque de los viajeros se realizó entre el 5 de noviembre y el 6 de diciembre de ese año, siendo la familia más numerosa los San Martín. Al embarcar el oficial naval que actuaba como escribiente le asignó a José Francisco un año más que el que le correspondía suponiendo la fecha de nacimiento como la del 25 de febrero de 1778.
La familia arribó al puerto de Cádiz, España el 25 de marzo de 1784. Entre abril y mayo de ese año se trasladaron a Madrid, Juan de San Martín quería tramitar un ascenso al grado de teniente coronel y un destino en el continente americano, su último ascenso en su carrera pero que era cosa difícil para los oficiales de la tropa. En este lapso de tiempo Gregoria Matorras se enfermó y creyó que iba a morir entonces preparó su testamento en favor de su marido. Pudo recuperarse de su dolencia y dos meses después estaban firmando otro documento para administrar los bienes que ella heredó en Paredes de Nava. Y se establecieron en Málaga, donde su marido obtuvo una retribución por sus servicios sin obtener su ascenso, quedando como oficial supernumerario y luego moriría.

### Fallecimiento
Gregoria Matorras murió en la ciudad de Orense el 1 de junio de 1813. Allí vivía junto a su hija María Elena y su yerno Rafael quien era empleado de rentas y había sido destinado en esa localidad. En su testamento expresó su deseo de que su cuerpo fuera amortajado con el hábito de Santo Domingo de Guzmán y esa voluntad fue cumplida. Tanto María Elena como Rafael habían profesado en la orden Santa Teresa de Guzmán, y en ese convento de Orense fue inhumada.
Dicho testamento lo firmó diez años antes en Madrid en donde además de los detalles de su inhumación se refiere a ciertos aspectos de la crianza de sus cinco hijos.
Sus restos fueron enviados junto con los de su esposo a Argentina donde fueron sepultados en el cementerio de La Recoleta en un lugar cercano a los de su nuera Remedios de Escalada de San Martín.
En 1997, por decreto presidencial, sus cenizas fueron depositadas junto a las de su marido, en el temple que protege las ruinas de la vivienda familiar en la que naciera su hijo, el General José de San Martín, en el pueblo de Yapeyú en la provincia de Corrientes

## Homenajes
Una localidad de la provincia de Buenos Aires recibe su nombre, y también en varias localidades argentinas hay calles, establecimientos educativos y bibliotecas con dicho nombre. Y también en la ciudad española de Paredes de Nava, su ciudad natal se la homenajea con un monumento emplazado en la plaza San Juan, obra del escultor Agustín de la Herrán.
En la ciudad de Mendoza un restaurante lleva el nombre de "Gregoria Matorras" en homenaje a ella